# Abrictosaurus
Abrictosaurus („bdělý/probuzený ještěr“) byl rod malého ptakopánvého dinosaura z čeledi Heterodontosauridae.

## Popis

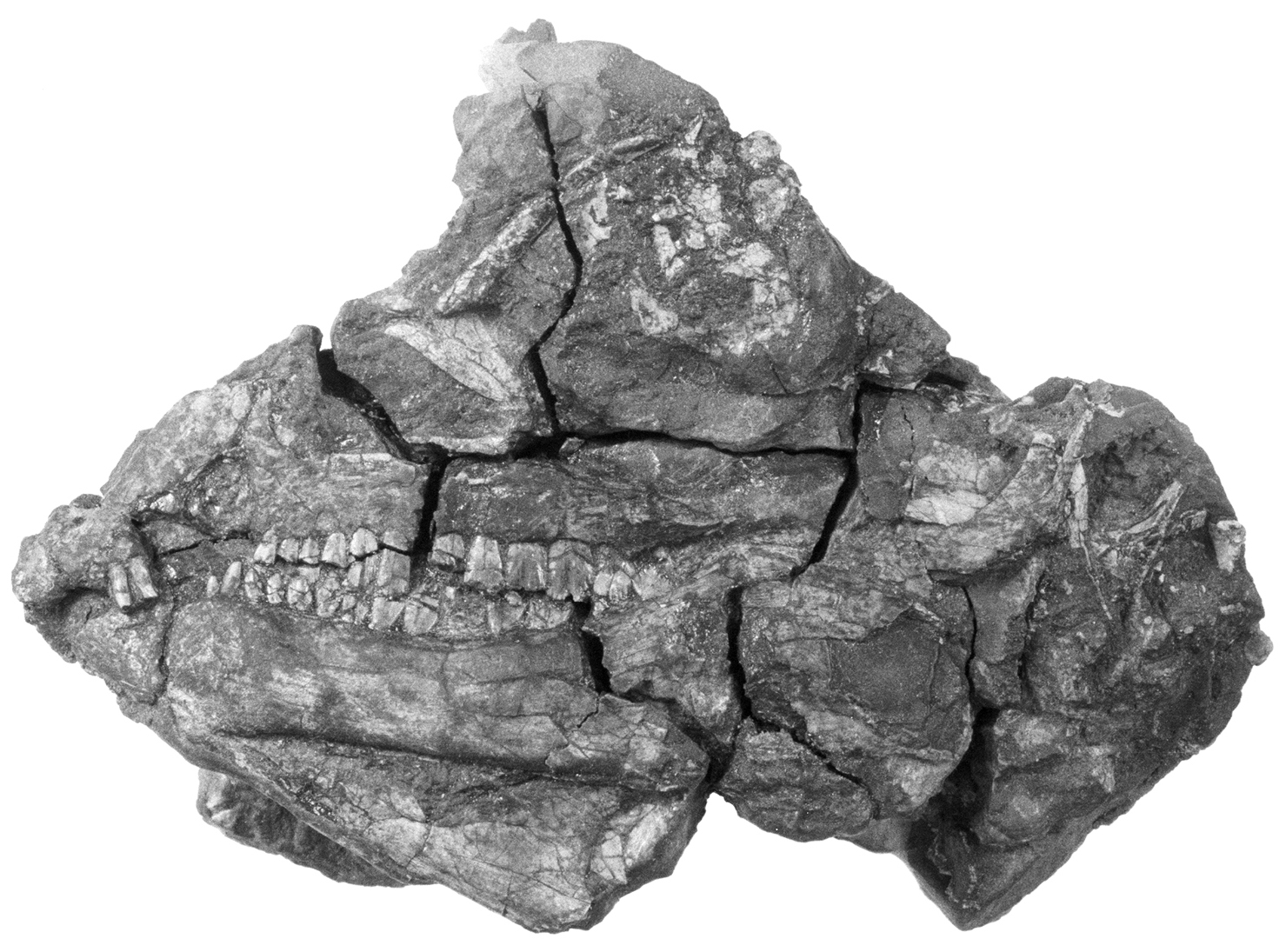
Abrictosaurus - fosilie lebky.

Tento malý po dvou se pohybující živočich byl až kolem 1,2 m dlouhý a kolem 1,4 kg vážící býložravý nebo všežravý dinosaurus, žijící na území dnešní jižní Afriky v období rané jury (před asi 200 až 190 miliony let). Je znám pouze z fosilních pozůstatků dvou jedinců, objevených v sedimentech geologického souvrství Upper Elliot.
Jednalo se patrně o všežravce, schopného pojídat rostlinné části i malé živočichy.